# カルマル県ランスティング
カルマル県ランスティング (Lanstinget i Kalmar län) はカルマル県の公衆衛生と医療を主に担当するランスティングである。ランスティング議会(landstingsfullmäktige)の定数は67名。会派は中央の議会に議席を有する8政党のみで構成されている。
カルマル県ランスティングにはランスティング議会のもと、その実行機関として執行委員会が設けられている。